# Варгалово
Варгалово — деревня в Великоустюгском районе Вологодской области.
Входит в состав Усть-Алексеевского сельского поселения, с точки зрения административно-территориального деления — в Усть-Алексеевский сельсовет.
Расстояние по автодороге до районного центра Великого Устюга — 59,5 км, до центра муниципального образования Усть-Алексеево — 7,5 км. Ближайшие населённые пункты — Артемовка, Заозерица, Бурлево.
По переписи 2002 года население — 5 человек.